# Барбонвиль
Барбонви́ль (фр. Barbonville) — коммуна во французском департаменте Мёрт и Мозель региона Лотарингия. Относится к  кантону Байон.	

## География
Барбонвиль расположен в 20 км к юго-востоку от Нанси. Соседние коммуны: Дамлевьер на востоке, Шармуа на юго-востоке, Оссонвиль на юге, Саффе и Феррьер на западе, Виньёль на северо-западе.

## Демография
Население коммуны на 2010 год составляло 423 человека.
| 1962 | 1968 | 1975 | 1982 | 1990 | 1999 | 2010 |
| ---- | ---- | ---- | ---- | ---- | ---- | ---- |
| 222  | 207  | 241  | 312  | 359  | 335  | 423  |

## Достопримечательности
- Церковь XIX века.